# Psephotus pulcherrimus
Psephotus pulcherrimus là một loài chim trong họ Psittacidae.